# الزنيقة
قرية الزنيقة هي إحدى القرى التابعة لمركز إدفو في محافظة أسوان في جمهورية مصر العربية.